# Klingnersches Haus

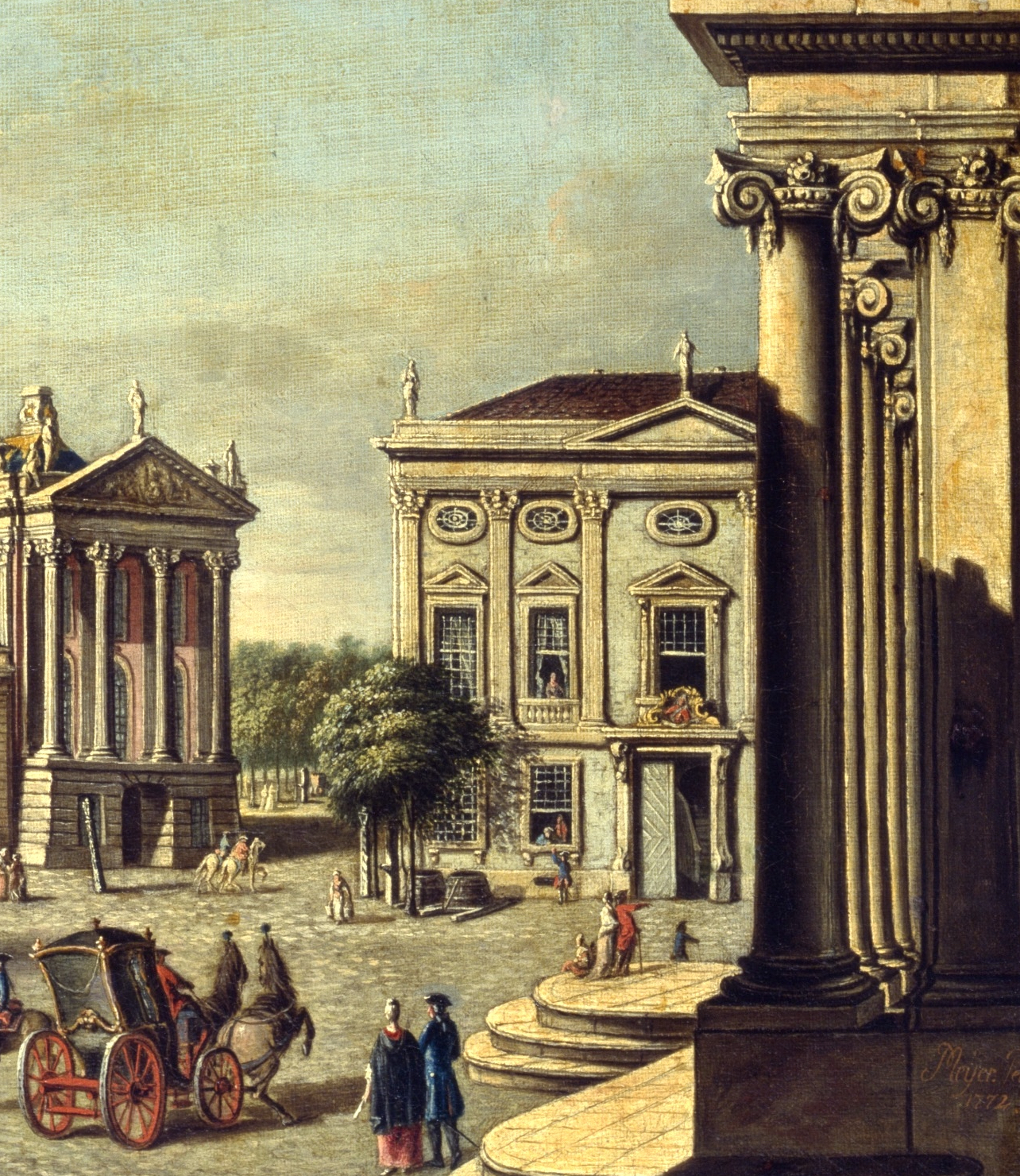
Das Klingnersche Haus um 1760

Das Klingnersche Haus ist ein palladianisches Bürgerhaus am Alten Markt in Potsdam. Es wurde im Jahr 1750 im Auftrag von Friedrich dem Großen nach Entwurf von Georg Wenzeslaus von Knobelsdorff erbaut. Beim Luftangriff auf Potsdam 1945 zerstört, wurde die Fassade 2021 bis 2023 rekonstruiert.

## Geschichte

Das Klingnersche Haus während des Wiederaufbaus im Juni 2023

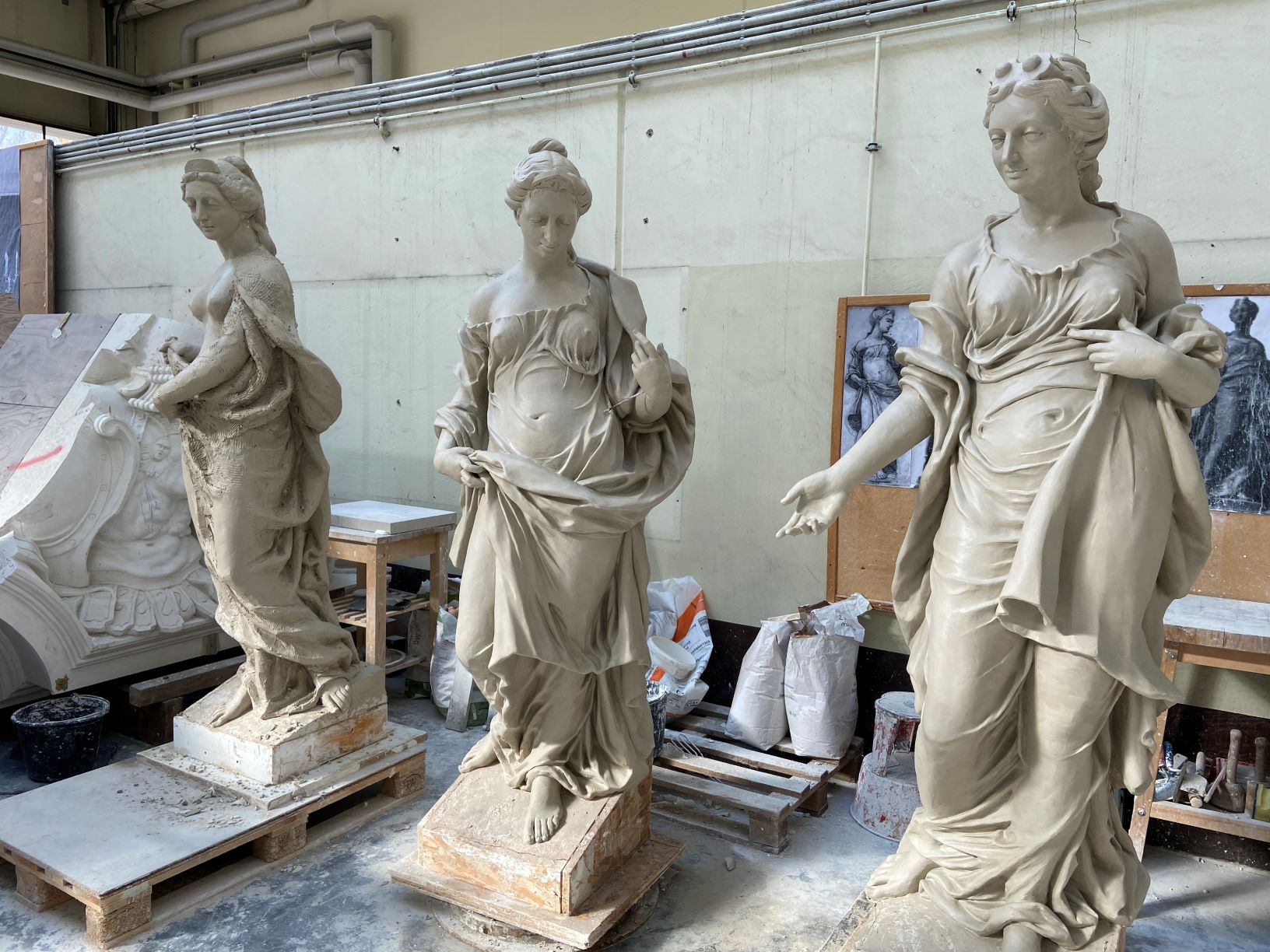
Rekonstruierte Attikafiguren

Das Klingnersche Haus wurde 1750 nach einem Entwurf des preußischen Hofarchitekten Georg Wenzeslaus von Knobelsdorff unter der Bauleitung von Jan Bouman an der Westecke des Alten Marktes errichtet. Zusammen mit dem Lehmannschen Haus (sogenanntes Knobelsdorffhaus) an der Ostecke des Platzes bildete der Architekt so ein städtebauliches Paar. Die Bezeichnung Klingnersches Haus referiert, wie im Barock üblich, auf den Erstbewohner des Hauses. Nach dem Architekten und Schriftsteller Heinrich Ludwig Manger war Klingner ein Grenadier der Leibgarde Friedrich des Großen. Die aufwendigen Stukkaturen mit Weinranken weisen darauf hin, dass in dem Bauwerk vermutlich zuerst ein Gasthof untergebracht war. Die Attika wird von drei Frauenfiguren geschmückt, deren Originale von Benjamin Giese geschaffen und beim Luftangriff auf Potsdam 1945 zusammen mit dem Gebäude zerstört wurden.
Nach dem Abriss des Instituts für Lehrerbildung Potsdam schrieb die Stadt die Parzelle des Klingnerschen Hauses als Leitfassade unter enger Begleitung durch die Denkmalpflege zur Rekonstruktion aus, obschon keine Originalteile vorhanden waren. Dieser verfügte im Rahmen des Denkmalbereiches Potsdamer Stadtkern beim Wiederaufbau die Veränderungen aus der Kaiserzeit, allen voran die Vergrößerung und Formänderung der einstmals ovalen Mezzaninfenster, rückgängig zu machen und die barocke Form wiederzuerrichten. Diese Entscheidung steht in der Tradition der Gestaltungssatzung der Stadt Potsdam von 1925, die bei Rekonstruktionen stets die Wiederherstellung des „Zustandes höchster künstlerischer Ausprägung“ verlangt.
2021 bis 2023 wurde die palladianische Fassade des Gebäudes im Rahmen des Leitbautenkonzeptes originalgetreu rekonstruiert. Ab 2022 fertigten die Berliner Bildhauer Ada und Frank Kösler die Figuren nach Fotografien neu, die dann 2023 auf dem Nachbau aufgestellt wurden. Das rekonstruierte Gebäude hat zudem seine grüne Fassadenfarbe wieder erhalten, die auf einem historischen Gemälde von Johann Friedrich Meyer überliefert ist. Während die Büroräume im Obergeschoss bereits eröffnet wurden, stand die Fertigstellung der Gaststätte im Erdgeschoss Ende 2024 noch aus. Am 15. November 2024 wurde das Klingnersche Haus von Stadtbild Deutschland mit dem 2. Preis für das „Gebäude des Jahres 2023“ ausgezeichnet. Das Haus hat die Adresse Alter Markt 3 / Anna-Zielenziger-Straße 1–3.